# 高鍋千年
高鍋 千年（たかなべ ちとし）は、日本のボーカリスト、元千年COMETS。福岡県出身。

## 来歴
- 1987年
  - CBS・ソニーのオーディションに合格後、千年COMETSのボーカルとしてシングル「Lonely Dancer」とアルバム「Timeless Garden」で同社からメジャー・デビュー。
- 1989年
  - 千年COMETS解散
- 1990年
  - 6月21日 ルナティック・オーケストラ名義でアルバム「THE MODE OF LIFE」をリリース
- 1991年
  - TVO 恋愛犯罪映画　出演
- 1993年
- 少女コミックCDブック「FLOWER WAVEおもちゃ箱’94」 ISBN 978-4-09-907108-0 4曲目　HOLD ON「亜未ノンストップ」（歌・藤上綾乃）の作詞作曲編曲を担当。
- 1994年
  - 杉本亜未ANIMAL X CD BOOK「荒神の一族」に楽曲提供。
    - ANIMAL X　1994年3月21日　AB1-931021
      - 「大地の掟」「BLUE ROSE」作詞：杉本亜未　作曲・歌　高鍋千年

    - ANIMAL X Ⅱ　1994年5月21日　AB5-940521  
      - 「ヒビキアイ Synchronized Vibration」「HEAD DANCING SPIRIT FLOWERS－アタマ踊リ　魂ニ花咲ク－」作詞：杉本亜未　作曲・歌　高鍋千年

    - ANIMAL X Ⅲ　1994年6月20日　AB6-940620
      - 「大地の掟」作詞：杉本亜未　作曲・歌　高鍋千年
- 1996年
  - 革命前夜　 RENAISSANCE　 1996年1月24日　AFCP-2013
    - JOSHUA&REN　速水奨　子安武人
    - 「Dead Flower」作詞：日々安里　作曲：高鍋千年　歌・REN

## ディスコグラフィー

### 配信
- 囚われの森
- Stranger in Blue

※muplaza

#### Romanesque Academy of  Music  (RAM)　名義
配信のみ
- Jinnie
- Perfect World

※2005/3/1 Deli x Deli　よりリリース 